# Diócesis de Ciudad del Este
La diócesis de Ciudad del Este (en latín: Dioecesis Urbis Orientalis) es una circunscripción eclesiástica de la Iglesia católica en Paraguay. Se trata de una diócesis latina, sufragánea de la arquidiócesis de Asunción. 
El 3 de febrero de 2024 en concordancia con la fiesta de diócesis y aniversario de la ciudad, toma posesión de la sede episcopal el Monseñor Pedro Collar Noguera, anteriormente obispo de San Juan Bautista Misiones, y en sus primeros años de obispo fue auxiliar de la diócesis de Ciudad del Este.

## Territorio y organización

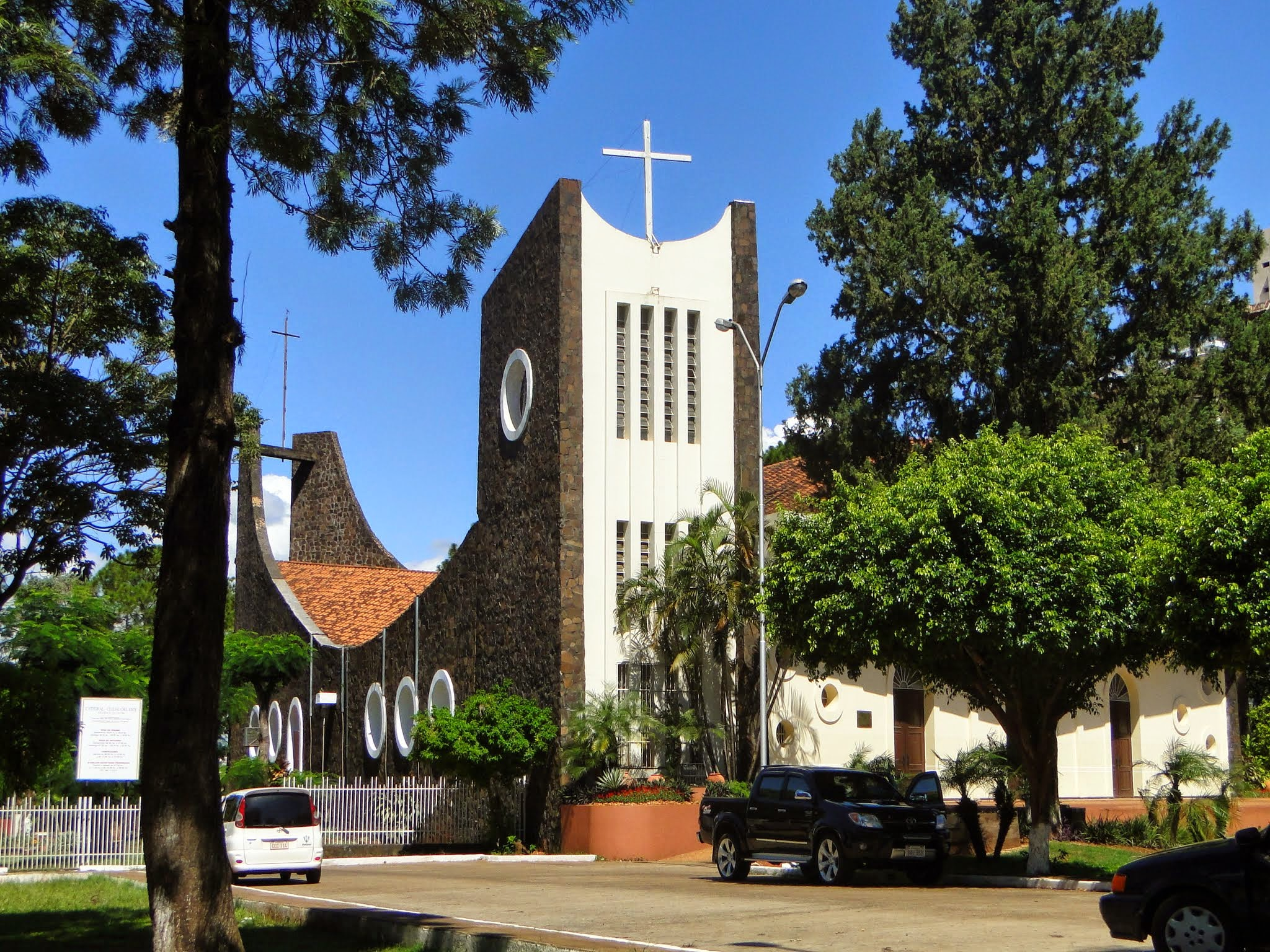
Catedral de San Blas

La diócesis tiene 29 562 km² y extiende su jurisdicción sobre los fieles católicos de rito latino residentes en los departamentos de Alto Paraná y Canindeyú, y la parroquia de Santa Teresa en el departamento de Caaguazú.
La sede de la diócesis se encuentra en la ciudad de Ciudad del Este, en donde se halla la Catedral de San Blas.
En 2021 en la diócesis existían 50 parroquias.

## Historia
La historia de la evangelización en el Alto Paraná se remonta a los primeros años del descubrimiento de América. En 1541, ya con la expedición de Álvar Núñez Cabeza de Vaca, llegaron los primeros religiosos misioneros desde la isla Santa Catalina (hoy en Brasil). Explorando las selvas vírgenes llegaron a orillas del río Paraná. Fueron los franciscanos fray Bernardo Armenta, fray Alonso de Lebrón y el presbítero Martín González.
Roque González de Santa Cruz, después de fundar la misión de Nuestra Señora de la Encarnación en 1615, exploró ambas orillas del río Paraná, llegando hasta los saltos del Guairá en 1616, abriendo un nuevo camino hacia los pueblos del Guairá, que facilitó a los misioneros jesuitas una nueva ruta para la evangelización de los indígenas.
El primer pueblo o reducción fundado en el Alto Paraná se llamó “Natividad de Nuestra Señora del Acaray”, en la confluencia de los ríos Paraná y Acaray. En esa fundación el 17 de marzo de 1624 participaron los sacerdotes jesuitas Diego Boroa y Claudio Ruyer, como también Roque González de Santacruz. Allí se erigió la primera iglesia en honor a la Virgen.
El segundo pueblo fundado se denominó Jesús. Con el afán de evangelizar a los nativos, fue enviado desde Asunción el padre Jerónimo Delfín para fundar a orillas del río Monday un pueblo en 1685. Era tan grande la labor misionera en el Alto Paraná por esta época que incluso se llegó a contar con sacerdotes residentes en forma permanente durante quince años en el pueblo de Natividad de Nuestra Señora del Acaray (1624 1638) y seis años en el pueblo de Jesús sobre el Monday (1685-1691).

### Los verbitas
El obispo Juan Sinforiano Bogarín, en su primera gira pastoral por el Alto Paraná, mostró gran preocupación por la evangelización de los nativos y de los núcleos poblacionales.
Entre 1895 y principios de 1900 se fue gestando la llegada de la Congregación del Verbo Divino a Paraguay, gracias a las gestiones de Bogarín para la evangelización del Alto Paraná. Así, el 30 de abril de 1908 fue nombrado fundador y superior de la misión en el Monday el padre Franz Müller. En 1910 se empezó a trabajar en la nueva misión ubicada en el límite entre los departamentos de Caaguazú y Alto Paraná, sobre el Monday, en el lugar denominado Hilario Cué. En 1920 se incorporaron las Hermanas Misioneras Siervas del Espíritu Santo.
Otra misión fue levantada en 1920 (Misión Karuperá). Estas dos Misiones fueron abandonadas el 2 de abril de 1925, a causa de múltiples dificultades. No obstante, se siguió atendiendo toda la región del Alto Paraná desde Encarnación, tanto a los indígenas como a los criollos paraguayos y demás católicos. En esta labor misional sobresalió el padre Ricardo Mustch, quien se ocupó de evangelizar y misionar estas regiones por casi medio siglo (1912-1959), recorriendo un tramo de 700 kilómetros.

### Los primeros sacerdotes
Con la fundación del entonces Puerto Presidente Stroessner el día 3 de febrero de 1957, fue estabilizándose la población y hubo necesidad de la presencia permanente de los misioneros que llegaban desde Encarnación. En octubre de 1958 llegaron desde esa zona los primeros sacerdotes para la residencia permanente en Hernandarias: los padres de la congregación verbita, Bruno Otte y Eugenio Gaal. Hacia 1959 llegó el padre Guido Coronel, de la congregación de los salesianos, instalándose en el km 20 para trabajar con los colonos llegados del interior del país. Se fundó así la Colonia Presidente Stroessner (Minga Guazú).
La prelatura territorial de Alto Paraná fue erigida el 25 de marzo de 1968 con la bula Nulla nos del papa Pablo VI, tras la división de la prelatura territorial de Encarnación y Alto Paraná, que dio origen también a la prelatura territorial de Encarnación (hoy diócesis de Encarnación).
A Cedzich le sucedió otro alemán, el 25 de julio de 1972 fue nombrado nuevo prelado de la Iglesia local Agustín Van Aaken, de la Congregación del Verbo Divino. Van Aaken asumió la prelatura en una situación bastante conflictiva, llena de desafíos.
A 10 años de su episcopado, en 1982 la prelatura contaba con 18 parroquias; 360 capillas; seis congregaciones masculinas; 13 congregaciones femeninas; 44 sacerdotes religiosos; seis hermanos religiosos y 70 hermanas religiosas. Además de ocho misiones indígenas, donde trabajaban cinco sacerdotes; tres religiosas y 10 maestras.

### Erección de la diócesis
El 10 de julio de 1993 la prelatura territorial fue elevada a diócesis con la bula Magna quidem del papa Juan Pablo II.
Fue nombrado primer obispo Óscar Páez Garcete, entonces residencial de la diócesis de San Pedro del Ycuamandyyú. Páez asumió esta diócesis el 19 de septiembre de 1993. Estuvo al frente de la Diócesis hasta el 4 de febrero DE 2000, cuando presentó renuncia.
Aceptada su renuncia, fue nombrado por el papa Pastor Cuquejo como administrador apostólico, hasta el 3 de febrero del 2001, cuando fue nombrado Ignacio Gogorza, hasta entonces obispo de la diócesis de Coronel Oviedo. Gogorza asumió el 11 de marzo de 2001.
El 3 de febrero de 2001 la diócesis tomó su nombre actual.
En el 2004 Pastor Cuquejo fue nuevamente trasladado a la diócesis de Encarnación y en su lugar fue elegido obispo de la diócesis de Ciudad del Este Rogelio Livieres Plano. El obispo fue consagrado en la catedral el 3 de octubre de 2004. En septiembre de 2014 el papa Francisco destituyó a Livieres, poniendo como administrador apostólico durante la sede vacante a Ricardo Valenzuela, obispo de la diócesis de Villarrica del Espíritu Santo. Poco tiempo después nombró a Guillermo Steckling como nuevo obispo, quien tomó posesión el 21 de diciembre del 2014.
El 10 de febrero de 2024 el papa Francisco erigió la Diócesis de Canindeyú adjudicándole todos los municipios del departamento civil de Canindeyú y permaneciendo en la diócesis de Ciudad del Este todos los municipios del departamento civil de Alto Paraná.

## Estadísticas
Según el Anuario Pontificio 2022 la diócesis tenía a fines de 2021 un total de 1 036 300 fieles bautizados.
| Año                                                                             | Población            | Población | Población      | Sacerdotes | Sacerdotes    | Sacerdotes    | Bautizados por sacerdote | Diáconos permanentes | Religiosos | Religiosos | Parroquias |
| Año                                                                             | Bautizados católicos | Total     | % de católicos | Total      | Clero secular | Clero regular | Bautizados por sacerdote | Diáconos permanentes | Varones    | Mujeres    | Parroquias |
| ------------------------------------------------------------------------------- | -------------------- | --------- | -------------- | ---------- | ------------- | ------------- | ------------------------ | -------------------- | ---------- | ---------- | ---------- |
| 1970                                                                            | 65 000               | 70 000    | 92.9           | 11         |               | 11            | 5909                     |                      | 11         | 16         | 7          |
| 1976                                                                            | 130 000              | 150 000   | 86.7           | 23         | 1             | 22            | 5652                     |                      | 27         | 20         | 9          |
| 1980                                                                            | 184 600              | 236 000   | 78.2           | 36         | 2             | 34            | 5127                     |                      | 44         | 47         | 21         |
| 1990                                                                            | 494 000              | 514 800   | 96.0           | 53         | 1             | 52            | 9320                     | 1                    | 58         | 96         | 30         |
| 1999                                                                            | 567 000              | 586 000   | 96.8           | 66         | 9             | 57            | 8590                     |                      | 66         | 120        | 31         |
| 2000                                                                            | 580 000              | 600 000   | 96.7           | 68         | 11            | 57            | 8529                     |                      | 66         | 120        | 31         |
| 2001                                                                            | 580 000              | 600 000   | 96.7           | 71         | 15            | 56            | 8169                     |                      | 56         | 120        | 34         |
| 2002                                                                            | 585 000              | 605 000   | 96.7           | 80         | 14            | 66            | 7312                     |                      | 66         | 110        | 35         |
| 2003                                                                            | 590 000              | 600 000   | 98.3           | 81         | 15            | 66            | 7283                     |                      | 66         | 120        | 35         |
| 2004                                                                            | 590 000              | 600 100   | 98.3           | 84         | 14            | 70            | 7023                     |                      | 100        | 122        | 36         |
| 2006                                                                            | 700 000              | 712 209   | 98.3           | 82         | 12            | 70            | 8536                     |                      | 82         | 125        | 38         |
| 2013                                                                            | 783 000              | 795 000   | 98,5           | 111        | 62            | 49            | 7054                     | 1                    | 74         | 124        | 47         |
| 2016                                                                            | 974 433              | 1 101 339 | 88.5           | 133        | 72            | 61            | 7326                     | 2                    | 110        | 170        | 51         |
| 2019                                                                            | 1 009 152            | 1 034 283 | 97.6           | 126        | 65            | 61            | 8009                     | 2                    | 119        | 202        | 51         |
| 2021                                                                            | 1 036 300            | 1 081 693 | 95.8           | 126        | 66            | 60            | 8224                     |                      | 118        | 204        | 50         |
| Fuente: Catholic-Hierarchy, que a su vez toma los datos del Anuario Pontificio. |                      |           |                |            |               |               |                          |                      |            |            |            |

## Episcopologio

#### Prelatura territorial de Alto Paraná
- Francisco Cedzich, S.V.D. † (11 de mayo de 1968-23 de diciembre de 1971 falleció)
- Augustín Van Aaken, S.V.D. † (25 de julio de 1972-19 de abril de 1990 retirado)
- Eustaquio Pastor Cuquejo Verga, C.SS.R. (19 de abril de 1990-5 de mayo de 1992 nombrado ordinario militar de Paraguay)

#### Diócesis de Alto Paraná
- Óscar Páez Garcete † (10 de julio de 1993-5 de febrero de 2000 renunció)

#### Diócesis de Ciudad del Este
- Ignacio Gogorza Izaguirre, S.C.I. di Béth. (3 de febrero de 2001-12 de julio de 2004 nombrado obispo de Encarnación)
- Rogelio Ricardo Livieres Plano † (12 de julio de 2004-25 de septiembre de 2014 relevado)[nota 1]
- Wilhelm Steckling, O.M.I., desde el 15 de noviembre de 2014 - 3 de febrero de 2024
- Pedro Collar Noguera, desde el 3 de febrero de 2024 -